# Jamule/Diskografie
Diese Diskografie ist eine Übersicht über die musikalischen Werke des deutschen Rappers Jamule. Den Schallplattenauszeichnungen zufolge hat er bisher mehr als 1,6 Millionen Tonträger verkauft. Seine erfolgreichste Veröffentlichung ist die Single Liege wieder wach mit über 430.000 verkauften Einheiten.

## Alben

### Studioalben
| Jahr | Titel Musiklabel                      | Höchstplatzierung, Gesamtwochen, AuszeichnungChartplatzierungen (Jahr, Titel, Musiklabel, Platzierungen, Wochen, Auszeichnungen, Anmerkungen) | Höchstplatzierung, Gesamtwochen, AuszeichnungChartplatzierungen (Jahr, Titel, Musiklabel, Platzierungen, Wochen, Auszeichnungen, Anmerkungen) | Höchstplatzierung, Gesamtwochen, AuszeichnungChartplatzierungen (Jahr, Titel, Musiklabel, Platzierungen, Wochen, Auszeichnungen, Anmerkungen) | Anmerkungen                              |
| Jahr | Titel Musiklabel                      | DE | AT | CH | Anmerkungen                              |
| ---- | ------------------------------------- | --- | --- | --- | ---------------------------------------- |
| 2020 | LSD Life is Pain (UMG)                | DE5 (9 Wo.)DE | AT8 (6 Wo.)AT | CH10 (3 Wo.)CH | Erstveröffentlichung: 14. Februar 2020   |
| 2021 | Sold Life is Pain (UMG)               | DE16 (5 Wo.)DE | AT7 (5 Wo.)AT | CH17 (4 Wo.)CH | Erstveröffentlichung: 30. April 2021     |
| 2022 | Magic Life is Pain (UMG)              | DE7 (3 Wo.)DE | AT20 (2 Wo.)AT | CH18 (2 Wo.)CH | Erstveröffentlichung: 24. Februar 2022   |
| 2023 | Chaos Life is Pain (UMG)              | DE33 (2 Wo.)DE | AT32 (1 Wo.)AT | CH29 (1 Wo.)CH | Erstveröffentlichung: 5. April 2023      |
| 2023 | Hotgirlsummer Tape Life is Pain (UMG) | DE60 (1 Wo.)DE | AT53 (1 Wo.)AT | CH40 (1 Wo.)CH | Erstveröffentlichung: 21. September 2023 |

### Kollaboalben
| Jahr | Titel Musiklabel                      | Höchstplatzierung, Gesamtwochen, AuszeichnungChartplatzierungen (Jahr, Titel, Musiklabel, Platzierungen, Wochen, Auszeichnungen, Anmerkungen) | Höchstplatzierung, Gesamtwochen, AuszeichnungChartplatzierungen (Jahr, Titel, Musiklabel, Platzierungen, Wochen, Auszeichnungen, Anmerkungen) | Höchstplatzierung, Gesamtwochen, AuszeichnungChartplatzierungen (Jahr, Titel, Musiklabel, Platzierungen, Wochen, Auszeichnungen, Anmerkungen) | Anmerkungen                                        |
| Jahr | Titel Musiklabel                      | DE | AT | CH | Anmerkungen                                        |
| ---- | ------------------------------------- | --- | --- | --- | -------------------------------------------------- |
| 2022 | Kids with Attitude Life is Pain (UMG) | DE36 (2 Wo.)DE | AT25 (2 Wo.)AT | CH51 (1 Wo.)CH | Erstveröffentlichung: 24. November 2022 mit Fourty |

### EPs
| Jahr | Titel Musiklabel         | Höchstplatzierung, Gesamtwochen, AuszeichnungChartplatzierungen (Jahr, Titel, Musiklabel, Platzierungen, Wochen, Auszeichnungen, Anmerkungen) | Höchstplatzierung, Gesamtwochen, AuszeichnungChartplatzierungen (Jahr, Titel, Musiklabel, Platzierungen, Wochen, Auszeichnungen, Anmerkungen) | Höchstplatzierung, Gesamtwochen, AuszeichnungChartplatzierungen (Jahr, Titel, Musiklabel, Platzierungen, Wochen, Auszeichnungen, Anmerkungen) | Anmerkungen                            |
| Jahr | Titel Musiklabel         | DE | AT | CH | Anmerkungen                            |
| ---- | ------------------------ | --- | --- | --- | -------------------------------------- |
| 2019 | Ninio Life is Pain (UMG) | DE40 (2 Wo.)DE | AT51 (1 Wo.)AT | CH87 (1 Wo.)CH | Erstveröffentlichung: 28. Februar 2019 |

## Singles

### Als Leadmusiker
| Jahr | Titel Album                         | Höchstplatzierung, Gesamtwochen, AuszeichnungChartplatzierungen (Jahr, Titel, Album, Platzierungen, Wochen, Auszeichnungen, Anmerkungen) | Höchstplatzierung, Gesamtwochen, AuszeichnungChartplatzierungen (Jahr, Titel, Album, Platzierungen, Wochen, Auszeichnungen, Anmerkungen) | Höchstplatzierung, Gesamtwochen, AuszeichnungChartplatzierungen (Jahr, Titel, Album, Platzierungen, Wochen, Auszeichnungen, Anmerkungen) | Anmerkungen                                                                 |
| Jahr | Titel Album                         | DE | AT | CH | Anmerkungen                                                                 |
| --- | ----------------------------------- | --- | --- | --- | --------------------------------------------------------------------------- |
| 2018 | NBA Ninio                           | DE97 (1 Wo.)DE | — | — | Erstveröffentlichung: 25. Oktober 2018                                      |
| 2018 | 10,9 Ninio                          | — | — | — | Erstveröffentlichung: 23. November 2018                                     |
| 2019 | Rooftop Ninio                       | DE64 (1 Wo.)DE | — | — | Erstveröffentlichung: 1. Februar 2019                                       |
| 2019 | Mamma Mia –                         | DE84 (1 Wo.)DE | — | — | Erstveröffentlichung: 28. Juni 2019                                         |
| 2019 | Dollarzeichen –                     | DE67 (1 Wo.)DE | — | — | Erstveröffentlichung: 1. August 2019                                        |
| 2019 | Moneyhoneydrip LSD                  | DE23 (9 Wo.)DE | AT38 Gold · (4 Wo.)AT | CH44 (2 Wo.)CH | Erstveröffentlichung: 26. September 2019 Verkäufe: + 15.000                 |
| 2019 | 1000 Hits LSD                       | DE14 Gold · (10 Wo.)DE | AT13 Gold · (4 Wo.)AT | CH30 (3 Wo.)CH | Erstveröffentlichung: 31. Oktober 2019 Verkäufe: + 215.000; feat. Cro       |
| 2019 | Athen LSD                           | DE21 (2 Wo.)DE | AT37 (1 Wo.)AT | CH48 (1 Wo.)CH | Erstveröffentlichung: 28. November 2019 feat. Luciano                       |
| 2020 | Ich hol dich ab LSD                 | DE5 Gold · (9 Wo.)DE | AT23 Gold · (4 Wo.)AT | CH38 (3 Wo.)CH | Erstveröffentlichung: 10. Januar 2020 Verkäufe: + 215.000                   |
| 2020 | Scheiß drauf –                      | DE22 (2 Wo.)DE | AT40 (1 Wo.)AT | CH65 (1 Wo.)CH | Erstveröffentlichung: 7. Mai 2020                                           |
| 2020 | MedMen Sold                         | DE16 (7 Wo.)DE | AT21 (3 Wo.)AT | CH35 (2 Wo.)CH | Erstveröffentlichung: 18. Juni 2020                                         |
| 2020 | Fastlane Sold                       | DE9 (8 Wo.)DE | AT17 Gold · (4 Wo.)AT | CH29 (3 Wo.)CH | Erstveröffentlichung: 30. Juli 2020 Verkäufe: + 15.000; feat. Santos        |
| 2020 | 13 Sold                             | DE7 (4 Wo.)DE | AT31 (2 Wo.)AT | CH37 (2 Wo.)CH | Erstveröffentlichung: 20. August 2020 feat. Chilla                          |
| 2020 | Blutige Tränen X Rockstar Sold      | DE35 (2 Wo.)DE | — | CH78 (1 Wo.)CH | Erstveröffentlichung: 17. Dezember 2020                                     |
| 2021 | No Comprendo Sold                   | DE3 (6 Wo.)DE | AT5 (5 Wo.)AT | CH16 (3 Wo.)CH | Erstveröffentlichung: 11. Februar 2021 feat. Capital Bra                    |
| 2021 | Overdose Sold                       | DE22 (6 Wo.)DE | AT17 (4 Wo.)AT | CH26 (5 Wo.)CH | Erstveröffentlichung: 2. April 2021                                         |
| 2021 | Liege wieder wach Sold              | DE3 Platin · (25 Wo.)DE | AT7 Platin · (18 Wo.)AT | CH16 (10 Wo.)CH | Erstveröffentlichung: 23. April 2021 Verkäufe: + 430.000                    |
| 2021 | Wenn ich geh Magic                  | DE9 (8 Wo.)DE | AT20 (4 Wo.)AT | CH23 (3 Wo.)CH | Erstveröffentlichung: 16. Juli 2021                                         |
| 2021 | Intro Magic                         | DE46 (1 Wo.)DE | — | CH94 (1 Wo.)CH | Erstveröffentlichung: 30. September 2021                                    |
| 2021 | Normal für mich Magic               | DE13 (3 Wo.)DE | AT32 (2 Wo.)AT | CH37 (1 Wo.)CH | Erstveröffentlichung: 21. Oktober 2021 feat. Miksu/Macloud                  |
| 2021 | Violett Magic                       | DE21 (2 Wo.)DE | AT49 (1 Wo.)AT | CH51 (1 Wo.)CH | Erstveröffentlichung: 18. November 2021 feat. Miksu/Macloud                 |
| 2021 | Jung Magic                          | DE41 (2 Wo.)DE | — | CH75 (1 Wo.)CH | Erstveröffentlichung: 17. Dezember 2021                                     |
| 2022 | Blauer Himmel Magic                 | DE23 (3 Wo.)DE | AT43 (1 Wo.)AT | CH47 (1 Wo.)CH | Erstveröffentlichung: 14. Januar 2022                                       |
| 2022 | Bilder Magic                        | DE24 (2 Wo.)DE | AT48 (1 Wo.)AT | CH57 (1 Wo.)CH | Erstveröffentlichung: 17. Februar 2022                                      |
| 2022 | Work It Kids with Attitude          | — | — | — | Erstveröffentlichung: 21. August 2022 mit Fourty                            |
| 2022 | Kredibil Kids with Attitude         | DE51 (1 Wo.)DE | — | — | Erstveröffentlichung: 25. August 2022 mit Fourty                            |
| 2022 | Kissenschlacht Kids with Attitude   | DE7 (12 Wo.)DE | AT9 (7 Wo.)AT | CH19 (4 Wo.)CH | Erstveröffentlichung: 29. September 2022 mit Fourty                         |
| 2022 | 2000 Euro Kids with Attitude        | DE12 (4 Wo.)DE | AT36 (2 Wo.)AT | CH57 (1 Wo.)CH | Erstveröffentlichung: 27. Oktober 2022 mit Fourty                           |
| 2022 | Playlist Kids with Attitude         | DE29 (1 Wo.)DE | — | CH95 (1 Wo.)CH | Erstveröffentlichung: 17. November 2022 mit Fourty                          |
| 2023 | Normal zu lieben Chaos              | DE7 (5 Wo.)DE | AT12 (3 Wo.)AT | CH31 (2 Wo.)CH | Erstveröffentlichung: 19. Januar 2023                                       |
| 2023 | Sag was du vorhast Chaos            | DE39 (1 Wo.)DE | — | — | Erstveröffentlichung: 16. Februar 2023                                      |
| 2023 | Wenn ich will Chaos                 | DE43 (1 Wo.)DE | — | — | Erstveröffentlichung: 9. März 2023                                          |
| 2023 | Glizzy Chaos                        | DE14 (2 Wo.)DE | AT24 (1 Wo.)AT | CH17 (1 Wo.)CH | Erstveröffentlichung: 30. März 2023 feat. Dardan                            |
| 2023 | Alemania Hotgirlsummer Tape         | DE42 (1 Wo.)DE | AT63 (1 Wo.)AT | CH88 (1 Wo.)CH | Erstveröffentlichung: 15. Juni 2023                                         |
| 2023 | Erzähl mir Hotgirlsummer Tape       | DE64 (1 Wo.)DE | — | — | Erstveröffentlichung: 13. Juli 2023                                         |
| 2023 | Nachbarschaft Hotgirlsummer Tape    | DE54 (1 Wo.)DE | — | — | Erstveröffentlichung: 10. August 2023                                       |
| 2023 | Erwachsen werden Hotgirlsummer Tape | DE55 (1 Wo.)DE | — | — | Erstveröffentlichung: 31. August 2023                                       |
| 2024 | Lovebomb –                          | DE26 (3 Wo.)DE | AT42 (1 Wo.)AT | CH47 (1 Wo.)CH | Erstveröffentlichung: 9. August 2024 feat. Sido                             |
| 2025 | Bei dir –                           | DE26 (… Wo.)DE | AT18 (1 Wo.)AT | CH82 (1 Wo.)CH | Erstveröffentlichung: 18. Juli 2025 feat. RAF Camora                        |
| Folgende Lieder erschienen nicht als Single, wurden aber durch das Album zum Download und Streaming bereitgestellt und konnten somit eine Platzierung erlangen: |                                     | | | |                                                                             |
| |                                     | | | |                                                                             |
| 2019 | Sex Sells Ninio                     | DE76 (1 Wo.)DE | — | — | Videoauskopplung: 1. März 2019 Charteinstieg: 8. März 2019; feat. PA Sports |
| 2020 | Schiebedach LSD                     | DE44 (1 Wo.)DE | — | CH92 (1 Wo.)CH | Videoauskopplung: 14. Februar 2020 Charteinstieg: 21. Februar 2020          |
| 2021 | Schizophren Sold                    | DE38 (1 Wo.)DE | AT63 (1 Wo.)AT | CH86 (1 Wo.)CH | Charteinstieg: 7. Mai 2021                                                  |
| 2022 | Offday Magic                        | DE40 (1 Wo.)DE | — | CH99 (1 Wo.)CH | Charteinstieg: 4. März 2022                                                 |
| 2022 | Papi Chulo Kids with Attitude       | DE— aDE | — | — | Charteinstieg: 2. Dezember 2022 mit Fourty                                  |
| 2023 | Warum bin ich so Chaos              | DE— bDE | — | — | Charteinstieg: 28. April 2023                                               |
| 2023 | Blickfang Hotgirlsummer Tape        | DE96 (1 Wo.)DE | — | — | Charteinstieg: 29. September 2023                                           |

### Als Gastmusiker
| Jahr | Titel Album                         | Höchstplatzierung, Gesamtwochen, AuszeichnungChartplatzierungen (Jahr, Titel, Album, Platzierungen, Wochen, Auszeichnungen, Anmerkungen) | Höchstplatzierung, Gesamtwochen, AuszeichnungChartplatzierungen (Jahr, Titel, Album, Platzierungen, Wochen, Auszeichnungen, Anmerkungen) | Höchstplatzierung, Gesamtwochen, AuszeichnungChartplatzierungen (Jahr, Titel, Album, Platzierungen, Wochen, Auszeichnungen, Anmerkungen) | Anmerkungen |
| Jahr | Titel Album                         | DE | AT | CH | Anmerkungen |
| --- | ----------------------------------- | --- | --- | --- | --- |
| 2019 | Selfie Safe                         | DE69 (1 Wo.)DE | — | — | Erstveröffentlichung: 5. April 2019 Kianush feat. Jamule                                                                         |
| 2019 | Hellwach Keine Tränen               | DE41 (1 Wo.)DE | — | — | Erstveröffentlichung: 5. Juli 2019 PA Sports feat. Jamule & MoTrip                                                               |
| 2019 | No Way –                            | — | — | — | Erstveröffentlichung: 18. Juli 2019 Badchieff feat. Jamule                                                                       |
| 2020 | Karma (Remix) –                     | DE*DE | AT*AT | CH*CH | Erstveröffentlichung: 27. Februar 2020 Nimo feat. Jamule; * Verkäufe werden dem Original hinzuaddiert                            |
| 2020 | Heute Nacht London Dry              | DE67 (1 Wo.)DE | — | — | Erstveröffentlichung: 19. März 2020 Fourty feat. Jamule                                                                          |
| 2020 | XXL –                               | DE2 Gold · (17 Wo.)DE | AT2 (13 Wo.)AT | CH3 (10 Wo.)CH | Erstveröffentlichung: 26. Juni 2020 Verkäufe: + 200.000 Miksu/Macloud feat. Luciano, Jamule & Summer Cem                         |
| 2020 | Unterwegs KitschKrieg               | DE1 Platin · (25 Wo.)DE | AT6 (20 Wo.)AT | CH17 (15 Wo.)CH | Erstveröffentlichung: 6. August 2020 Verkäufe: + 400.000; KitschKrieg feat. Jamule Original: Seeed feat. CeeLo Green – Aufstehn! |
| 2021 | Aventador 8                         | DE4 (4 Wo.)DE | AT7 (4 Wo.)AT | CH11 (3 Wo.)CH | Erstveröffentlichung: 4. März 2021 Capital Bra feat. Jamule                                                                      |
| 2021 | Squad X Showtime Streben nach Glück | DE33 (2 Wo.)DE | AT50 (1 Wo.)AT | CH72 (1 Wo.)CH | Erstveröffentlichung: 5. März 2021 PA Sports feat. Jamule, Kianush, Hamzo 500, Fourty & Rua                                      |
| 2021 | Frag mich nicht Futura              | DE2 Gold · (23 Wo.)DE | AT4 (13 Wo.)AT | CH11 (9 Wo.)CH | Erstveröffentlichung: 26. März 2021 Verkäufe: + 200.000 Miksu/Macloud feat. Nimo & Jamule                                        |
| 2021 | Bobby Hitman 2                      | DE21 (2 Wo.)DE | AT45 (1 Wo.)AT | CH50 (1 Wo.)CH | Erstveröffentlichung: 8. April 2021 Veysel feat. Jamule                                                                          |
| 2021 | Happy Birthday Asozialer Marokkaner | DE33 (1 Wo.)DE | AT68 (1 Wo.)AT | CH80 (1 Wo.)CH | Erstveröffentlichung: 4. Juni 2021 Farid Bang feat. Jamule                                                                       |
| 2021 | Shawty Desperadoz III               | DE8 (6 Wo.)DE | AT21 (2 Wo.)AT | CH36 (2 Wo.)CH | Erstveröffentlichung: 10. Juni 2021 PA Sports & Kianush feat. Jamule                                                             |
| 2021 | Purple Rain –                       | DE50 (1 Wo.)DE | — | — | Erstveröffentlichung: 2. Juli 2021 Jazn feat. Jamule                                                                             |
| 2022 | Shots Behind the Scenes             | DE52 (1 Wo.)DE | — | — | Erstveröffentlichung: 20. Januar 2022 Fourty feat. Jamule                                                                        |
| 2022 | Rapstars Hidden Loc.                | DE10 (4 Wo.)DE | AT31 (2 Wo.)AT | CH39 (1 Wo.)CH | Erstveröffentlichung: 3. März 2022 Mero feat. Jamule                                                                             |
| 2022 | Lass sie reden –                    | DE— cDE | — | — | Erstveröffentlichung: 7. Juli 2022 Fard feat. Jamule                                                                             |
| 2022 | Medizin Paul                        | DE13 (5 Wo.)DE | AT28 (2 Wo.)AT | CH27 (2 Wo.)CH | Erstveröffentlichung: 20. Oktober 2022 Sido feat. Jamule                                                                         |
| 2023 | Sternhimmeldach –                   | DE18 (3 Wo.)DE | AT56 (1 Wo.)AT | CH57 (1 Wo.)CH | Erstveröffentlichung: 14. April 2023 Bojan feat. Jamule                                                                          |
| 2023 | On God –                            | DE— dDE | — | — | Erstveröffentlichung: 28. April 2023 Ataypapi feat. Jamule                                                                       |
| 2024 | Baby Mama –                         | DE— eDE | — | — | Erstveröffentlichung: 23. August 2024 Saliou feat. Jamule                                                                        |
| 2024 | Moonlight Dreams –                  | DE11 (4 Wo.)DE | AT68 (1 Wo.)AT | — | Erstveröffentlichung: 20. September 2024 Yakary feat. Jamule                                                                     |
| 2025 | Last Dance –                        | DE50 (1 Wo.)DE | — | — | Erstveröffentlichung: 31. Januar 2025 PA Sports feat. Jamule, Kianush & Mucco                                                    |
| Folgende Lieder erschienen nicht als Single, wurden aber durch das Album zum Download und Streaming bereitgestellt und konnten somit eine Platzierung erlangen: |                                     | | | | |
| |                                     | | | | |
| 2019 | Batman KKS                          | DE48 (1 Wo.)DE | — | CH100 (1 Wo.)CH | Charteinstieg: 15. Februar 2019 Kool Savas feat. Jamule                                                                          |
| 2019 | 63 Null auf Hundert                 | DE86 (1 Wo.)DE | — | — | Charteinstieg: 12. Juli 2019 Kalim feat. Jamule                                                                                  |
| 2021 | Doublecup Streben nach Glück        | DE13 (4 Wo.)DE | AT32 (2 Wo.)AT | CH40 (2 Wo.)CH | Charteinstieg: 19. März 2021 PA Sports feat. Jamule                                                                              |
| 2021 | Autotür Afterhour                   | — | AT72 (1 Wo.)AT | CH89 (1 Wo.)CH | Charteinstieg: 27. Juni 2021 Fourty feat. Jamule                                                                                 |
| 2021 | Rockstars Desperadoz III            | DE45 (1 Wo.)DE | — | — | Charteinstieg: 3. September 2021 PA Sports & Kianush feat. Jamule                                                                |
| 2023 | Butterflies Life Is Pain            | DE— fDE | — | — | Charteinstieg: 14. Juli 2023 PA Sports feat. Jamule                                                                              |
| 2023 | Model XV RR Edition                 | DE27 (2 Wo.)DE | AT11 (3 Wo.)AT | CH36 (1 Wo.)CH | Charteinstieg: 15. September 2023 RAF Camora feat. Dardan & Jamule                                                               |

## Musikvideos
| Jahr | Titel                     | Regie                               |
| ---- | ------------------------- | ----------------------------------- |
| 2018 | NBA                       | Meertasa                            |
| 2018 | 10,9                      | Meertasa                            |
| 2019 | Rooftop                   | Adal Giorgis                        |
| 2019 | Batman                    | Melih Akyazililar, Mikis Fontagnier |
| 2019 | Sex Sells                 | MacDuke                             |
| 2019 | Selfie                    | Leeroy                              |
| 2019 | Hellwach                  | Adal Giorgis                        |
| 2019 | No Way                    | Melih Akyazililar                   |
| 2019 | Dollarzeichen             | MacDuke                             |
| 2019 | Moneyhoneydrip            | MacDuke                             |
| 2019 | 1000 Hits                 | Allan Anders, Traviez the Director  |
| 2019 | Athen                     | Jakub Rzucidlo                      |
| 2020 | Ich hol dich ab           | Traviez the Director                |
| 2020 | Schiebedach               | MacDuke                             |
| 2020 | Heute Nacht               | Traviez the Director                |
| 2020 | Scheiß drauf              | Eugen Kazakov                       |
| 2020 | MedMen                    | MacDuke                             |
| 2020 | XXL                       | Plug                                |
| 2020 | Fastlane                  | Allan Anders                        |
| 2020 | Unterwegs                 |                                     |
| 2020 | 13                        | Alldifferent, MacDuke               |
| 2020 | Blutige Tränen X Rockstar | Ali Akgül                           |
| 2021 | No Comprendo              | Emrah Bayka                         |
| 2021 | Aventador                 | Heiko Hammer                        |
| 2021 | Squad x Showtime          | Adal Giorgis                        |
| 2021 | Frag mich nicht           | Hely Doan, Traviez the Director     |
| 2021 | Overdose                  | Hüseyin „Bertinaxe“ Yildirim        |
| 2021 | Bobby                     | Björn Lentföhr                      |
| 2021 | Liege wieder wach         |                                     |
| 2021 | Happy Birthday            | 100blackdolphins                    |
| 2021 | Shawty                    | Hüseyin Yildirim                    |
| 2021 | Purple Rain               | Furkan Candan                       |
| 2021 | Wenn ich geh              | Allan Anders                        |
| 2021 | Intro                     | Adal Giorgis                        |
| 2021 | Normal für mich           | Adal Giorgis                        |
| 2021 | Violett                   | Adal Giorgis                        |
| 2021 | Jung                      | Adal Giorgis                        |
| 2022 | Blauer Himmel             | Leeroy                              |
| 2022 | Shots                     | Maze                                |
| 2022 | Bilder                    | Adal Giorgis                        |
| 2022 | Rapstars                  | ALYH2022                            |
| 2022 | Lass sie reden            | Omely                               |
| 2022 | Work It                   | Milos Savic                         |
| 2022 | Kredibil                  | Milos Savic                         |
| 2022 | Kissenschlacht            | Milos Savic                         |
| 2022 | Medizin                   | Jakub Rzucidlo, Tatjana Wenig       |
| 2022 | 2000 Euro                 | MG Video                            |
| 2022 | Playlist                  | Milos Savic                         |
| 2023 | Normal zu lieben          | Milos Savic                         |
| 2023 | Sag was du vorhast        | Leeroy                              |
| 2023 | Wenn ich will             | Felix Scholzen                      |
| 2023 | Glizzy                    | Fati.TV                             |
| 2023 | Sternhimmeldach           | Lux Movie                           |
| 2023 | On God                    | Felix Scholzen                      |
| 2023 | Alemania                  | Fati.TV                             |
| 2023 | Erzähl mir                | Fati.TV                             |
| 2023 | Nachbarschaft             | Milos Savic                         |
| 2023 | Erwachsen werden          | Milos Savic                         |
| 2024 | Lovebomb                  | Furkan Cetin, Sebastian Schuster    |
| 2024 | Baby Mama                 | Dennis Sevilen                      |
| 2024 | Moonlight Dreams          | Felix Scholzen                      |
| 2025 | Last Dance                | Mille                               |
| 2025 | Bei dir                   | Shaho Casado, Twentyone             |

## Sonderveröffentlichungen

### Alben
| Jahr | Titel Album                             | Anmerkungen                                                              |
| ---- | --------------------------------------- | ------------------------------------------------------------------------ |
| 2020 | LSD (Deluxe Edition) Life is Pain (UMG) | Erstveröffentlichung: 14. Februar 2020 Inhalt: LSD + Ninio & Merchandise |

### Lieder
| Jahr | Titel Album                         | Anmerkungen                                                                                                  |
| ---- | ----------------------------------- | --- |
| 2019 | Batman KKS                          | Erstveröffentlichung: 1. Februar 2019 Kool Savas feat. Jamule                                                |
| 2019 | 63 Null auf Hundert                 | Erstveröffentlichung: 12. April 2019 Kalim feat. Jamule                                                      |
| 2019 | Selfie Safe                         | Erstveröffentlichung: 26. April 2019 Kianush feat. Jamule                                                    |
| 2019 | Kindheitstraum Fuchs                | Erstveröffentlichung: 3. Mai 2019 Eno feat. Jamule                                                           |
| 2019 | Standort Emoetion                   | Erstveröffentlichung: 5. Juli 2019 Moe Phoenix feat. Jamule                                                  |
| 2019 | Alle Keine Tränen                   | Erstveröffentlichung: 6. September 2019 PA Sports feat. Jamule                                               |
| 2019 | Hellwach Keine Tränen               | Erstveröffentlichung: 6. September 2019 PA Sports feat. Jamule & MoTrip                                      |
| 2020 | Heute Nacht London Dry              | Erstveröffentlichung: 4. Juni 2020 Fourty feat. Jamule                                                       |
| 2020 | Diamond Grillz Exot                 | Erstveröffentlichung: 23. Juli 2020 Luciano feat. Jamule & Yung Hurn                                         |
| 2020 | Unterwegs KitschKrieg               | Erstveröffentlichung: 7. August 2020 KitschKrieg feat. Jamule; Original: Seeed feat. CeeLo Green – Aufstehn! |
| 2020 | Woah 3 Dali                         | Erstveröffentlichung: 9. Oktober 2020 Ali As feat. Summer Cem / Jamule                                       |
| 2021 | Doublecup Streben nach Glück        | Erstveröffentlichung: 11. März 2021 PA Sports feat. Jamule                                                   |
| 2021 | Squad X Showtime Streben nach Glück | Erstveröffentlichung: 11. März 2021 PA Sports feat. Jamule, Kianush, Hamzo 500, Fourty & Rua                 |
| 2021 | Frag mich nicht Futura              | Erstveröffentlichung: 23. April 2021 Miksu/Macloud feat. Nimo & Jamule                                       |
| 2021 | Pool Futura                         | Erstveröffentlichung: 23. April 2021 Miksu/Macloud feat. Jamule & Veysel                                     |
| 2021 | Skyline Futura                      | Erstveröffentlichung: 23. April 2021 Miksu/Macloud feat. Jamule & STK                                        |
| 2021 | XXL Remix Futura                    | Erstveröffentlichung: 23. April 2021 Miksu/Macloud feat. Summer Cem, Luciano & Jamule                        |
| 2021 | Autotür Afterhour                   | Erstveröffentlichung: 18. Juni 2021 Fourty feat. Jamule                                                      |
| 2021 | Happy Birthday Asozialer Marokkaner | Erstveröffentlichung: 23. Juli 2021 Farid Bang feat. Jamule                                                  |
| 2021 | Rockstars Desperadoz III            | Erstveröffentlichung: 26. August 2021 PA Sports & Kianush feat. Jamule                                       |
| 2021 | Shawty Desperadoz III               | Erstveröffentlichung: 26. August 2021 PA Sports & Kianush feat. Jamule                                       |
| 2021 | Bobby Hitman 2                      | Erstveröffentlichung: 11. November 2021 Veysel feat. Jamule                                                  |
| 2022 | Aventador 8                         | Erstveröffentlichung: 10. März 2022 Capital Bra feat. Jamule                                                 |
| 2022 | Shots Behind the Scenes             | Erstveröffentlichung: 5. Mai 2022 Fourty feat. Jamule                                                        |
| 2022 | Fitna Kinder der Straße             | Erstveröffentlichung: 26. August 2022 Ngee feat. Jamule & PA Sports                                          |
| 2022 | Medizin Paul                        | Erstveröffentlichung: 8. Dezember 2022 Sido feat. Jamule                                                     |
| 2023 | Butterflies Life Is Pain            | Erstveröffentlichung: 6. Juli 2023 PA Sports feat. Jamule                                                    |
| 2023 | Rapstars Hidden Loc.                | Erstveröffentlichung: 20. Juli 2023 Mero feat. Jamule                                                        |
| 2023 | Model XV RR Edition                 | Erstveröffentlichung: 8. September 2023 RAF Camora feat. Dardan & Jamule                                     |
| 2023 | Segen Dardania                      | Erstveröffentlichung: 29. September 2023 Dardan feat. Jamule                                                 |

## Statistik

### Chartauswertung
|                     | DE    | AT    | CH    |
| ------------------- | ----- | ----- | ----- |
| Nummer-eins-Alben   | DE—DE | AT—AT | CH—CH |
| Top-10-Alben        | DE2DE | AT2AT | CH1CH |
| Alben in den Charts | DE7DE | AT7AT | CH7CH |

|                       | DE     | AT     | CH     |
| --------------------- | ------ | ------ | ------ |
| Nummer-eins-Singles   | DE1DE  | AT—AT  | CH—CH  |
| Top-10-Singles        | DE14DE | AT7AT  | CH1CH  |
| Singles in den Charts | DE65DE | AT39AT | CH45CH |

### Auszeichnungen für Musikverkäufe
Anmerkung: Auszeichnungen in Ländern aus den Charttabellen bzw. Chartboxen sind in ebendiesen zu finden.
| Land/RegionAuszeichnungen für Musikverkäufe (Land/Region, Auszeichnungen, Verkäufe, Quellen) | Gold     | Platin     | Verkäufe  | Quellen           |
| -------------------------------------------------------------------------------------------- | -------- | ---------- | --------- | ----------------- |
| Deutschland (BVMI)                                                                           | 4× Gold4 | 2× Platin2 | 1.600.000 | musikindustrie.de |
| Österreich (IFPI)                                                                            | 4× Gold4 | Platin1    | 90.000    | ifpi.at           |
| Insgesamt                                                                                    | 8× Gold8 | 3× Platin3 |           |                   |